# تووین لیک (میشیگان)
تووین لیک (به انگلیسی: Twin Lake) یک منطقهٔ مسکونی در ایالات متحده آمریکا است که در شهرستان موسکگون، میشیگان واقع شده‌است. تووین لیک ۷٫۵ کیلومتر مربع مساحت و ۱٬۷۲۰ نفر جمعیت دارد و ۲۱۲ متر بالاتر از سطح دریا واقع شده‌است.